# Sanaga
Sanaga je reka, ki teče preko Južne, Osrednje in Zahodne province Kameruna; skupaj je dolga 890 km.
Sama reka predstavlja naravno mejo med dvema ekoregijama tropskega deževnega gozda: obalni gozdovi Cross-Sanaga-Bioko in Atlantsko-ekvatorialni obalni gozdovi. 